# أكاسيد الكوبالت والمنغنيز والنيكل والليثيوم

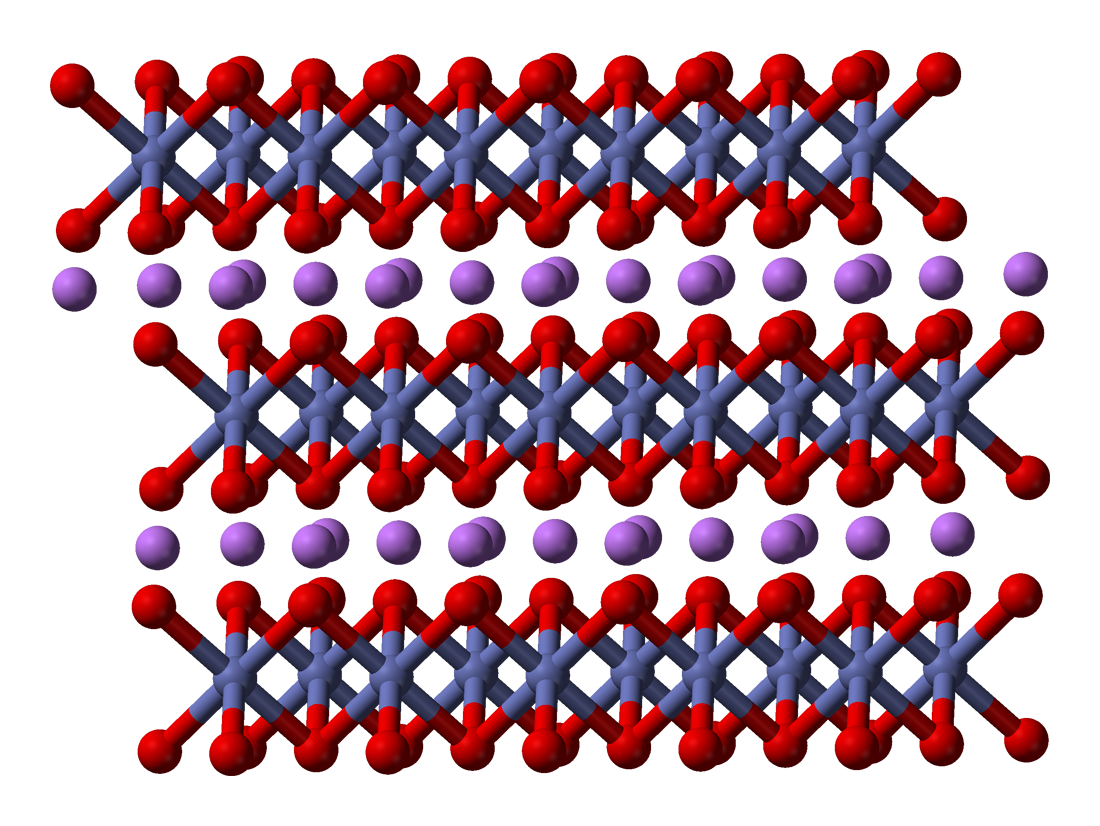
Lithium-Nickel-Mangan-Cobalt-Oxid

أكاسيد الكوبالت ليثيوم نيكل منغنيز (المختصرة Li-NMC أو LNMC أو NMC ) في بطاريات السيارات ؛ هي أكاسيد معدنية مختلطة من الليثيوم والنيكل والمنغنيز والكوبالت . لديهم الصيغة الكيميائية العامة LiNi x Mn y Co z O 2 . أهم المواد فيها لديهم تركيبة x + y + z قريبة من 1 ، مع كمية صغيرة من الليثيوم في موقع المعدن الانتقالي. في عينات NMC التجارية ، تحتوي التركيبة عادةً على أقل من 5٪ فائض من الليثيوم. ترتبط المواد الهيكلية في هذه المجموعة ارتباطًا وثيقًا بأكسيد الليثيوم والكوبالت (III) (LiCoO 2 ) ولها هيكل متعدد الطبقات ولكنها تمتلك توزيعًا مثاليًا لشحنة Mn (IV) و Co (III) و Ni (II) بنسبة 1: 1: 1 . لمزيد من التركيبات الغنية بالنيكل يكون النيكل في حالة أكسدة أكثر للعمل على توازن الشحنة الكهربية . تعد مركمات NMCs من بين أهم مركمات تخزين أيونات الليثيوم في بطاريات أيونات الليثيوم. تستخدم على القطب الموجب الذي يعمل ككاثود (مهبط) أثناء التفريغ.

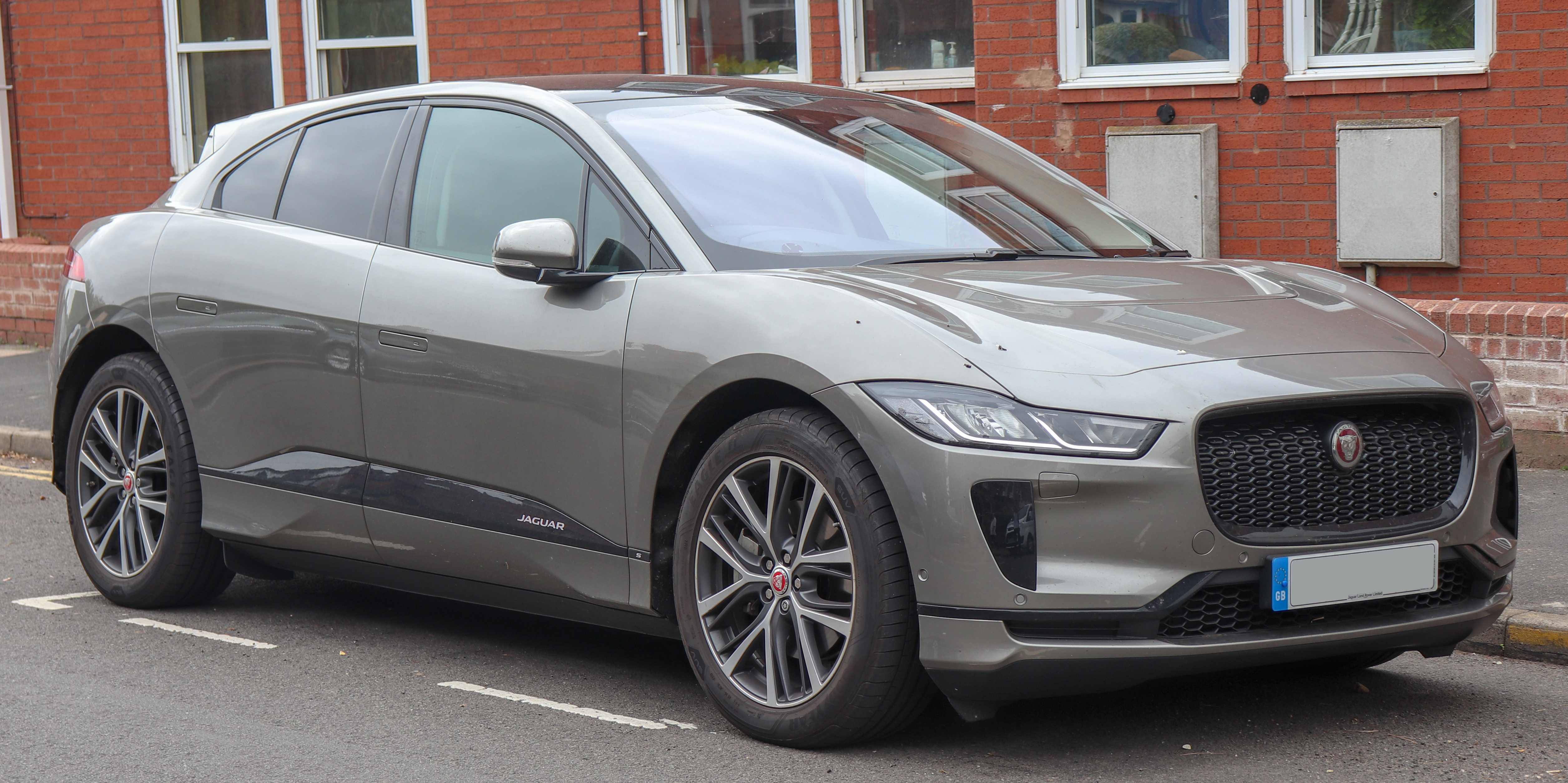
جاكوار I-بيس سيارة تسير بالكهرباء وببطارية.

تلك البطاريات تستخدم لتشغيل السيارات الكهربائية ، فهي بطاريات كبيرة وعبارة عن مركمات تخزن الطاقة الكهربائية لتسيير سيارة كهربائية ثم يُعاد شحنها مرارا وتكرارا.
ومنها ما هو الصغير الذي يعمل في هاتف المحمول.

## خصائصها
والأهم من ذلك ، لأن الخاصية المفيدة لأكاسيد نوع NMC هي أن أكاسيد الليثيوم المختلطة هذه يمكنها ان تمنح أيونات ليثيوم و إلكترون ، ثم تكتسبهما ثانيا. عند شحن بطارية NMC ، يفرض الجهد الخارجي إطلاق الإلكترونات وبالتالي تحرير أيون Li  +  أيضًا. طبقا للتفاعل الكيميائي التالي:
{\displaystyle {\ce {Li_{a}Ni_{x}Mn_{y}Co_{1-x-y}O2 -> Li_{a-k}Ni_{x}Mn_{y}Co_{1-x-y}O2 + k Li+ + ke-}}}
التركيبة NMC مؤكسدة. وعند التفريغ ، يحدث التفاعل في الاتجاه المعاكس وفي نفس الوقت يطلق طاقة كهربائية. غالبًا ما يكون للمتغير {\displaystyle {\ce {a}}} في معادلة التفاعل القيمة الأولى عند تجميع الخلايا. والمتغير {\displaystyle {\ce {k}}} له قيمة أقل بكثير من {\displaystyle {\ce {a}}} وبالتالي أقل من واحد ، أي لا يمكنك استخراج كل الليثيوم من الأكسيد عند الجهد (الفولتية] الشائع للاستخدام. عادةً ما يقتصر جهد شحن بطاريات NMC على 4.2 فولت لمنع تحلل الإلكتروليت (الكهرل). وقد تعمل NMC نفسها أيضًا بجهد أعلى ، على سبيل المثال يتم تحديد أقصى جهد شحن قدره 4.8 فولت لمتغير واحد ، حيث يمكن تحقيق سعة 210 مللي أمبير / جرام .

## التاريخ
يتم تمثيل كاثودات NMC المتكافئة كنقاط في المحلول الصلب بين الأعضاء النهائيين LiCoO2 و LiMnO2 و LiNiO2 . وهي مشتقة تاريخيًا من أعمال جون ب. غودينوف من عمله في عام 1980 على.  LiCoO2, وعمل Tsutomo Ohzuku على Li(NiMn)O2, واعمال أخري متعلقة بـ ل NaFeO2 . فيما يتعلق بالمقاييس المتكافئة stoichiometric NMCs تم نشر بحوث عن مواد NMC الغنية بالليثيوم لأول مرة في عام 1998 وهي هيكليًا تشبه أكسيد الليثيوم الكوبالت (III) (LiCoO 2 ) ولكنها استقرت مع وجود فائض من الليثيوم ، Li / NMC> 1.0 ، والتي تعتبر أنها سلسلة من المجالات النانوية تشبه Li2MnO3 من المواد. تم الإبلاغ عن هذه الكاثودات لأول مرة بواسطة CS Johnson و JT Vaughey و MM Thackeray و TE Bofinger و SA Hackney. بالنسبة لكلا النوعين من كاثودات NMC يوجد نقل للشحنة الداخلية يؤكسد المنغنيز ويختزل كاتيونات النيكل ، بدلاً من أن تكون جميع الكاتيونات المعدنية الانتقالية ثلاثية التكافؤ. تساهم أكسدة الإلكترونين الاثنين للنيكل (II) عند الشحن في السعة العالية لمواد الكاثود NMC . في عام 2001 افترض Arumugam Manthiram أن الآلية التي تكوّن السعة العالية لكاثود أكسيد الطبقات هذه تنتج من انتقال يمكن فهمه بناءً على المواضع النسبية للمعدن في مستوى الطاقة 3d بالنسبة إلى قمة نطاق إلى الجزء العلوي من نطاق الأكسجين 2p. تساعد هذه المشاهدة في تفسير السعة العالية لكاثودات NMC على النحو الوارد أعلاه 4.4 فولت (مقابل Li) كما وجد تزايد في السعة من أكسدة شبكة الأكسيد بدلاً من أكسدة الكاتيون.
في عام 2001 قدم كريستوفر جونسون ومايكل ثاكيراي وخليل أمين وجيكوك كيم براءة اختراع  لكاثودات الليثيوم نيكل منغنيز كوبالت الغنية (NMC) على أساس بنية Li 2 MnO 3 . في عام 2001 قدّم Zhonghua Lu و Jeff Dahn براءة اختراع  لفئة NMC لمواد القطب الموجب ، على أساس فكرة المحلول الصلب بين الأجزاء النهائيين.

## نسب المعادن
عدة مستويات مختلفة من النيكل ذات أهمية تجارية. يشار إلى النسبة بين المعادن الثلاثة بثلاثة أرقام. على سبيل المثال ، يتم اختصار LiNi 0.333 Mn 0.333 Co 0.333 O 2 إلى NMC111 أو NMC333 و LiNi 0.5 Mn 0.3 Co 0.2 O 2 إلى NMC532 (أو NCM523) و LiNi 0.6 Mn 0.2 Co 0.2 O 2 إلى NMC622 و LiNi 0.8 Mn 0.1 Co 0.1 O 2 إلى NMC811. في ضوء المشكلات المحتملة المتعلقة بمصادر الكوبالت فهناك اهتمام بزيادة مستوى النيكل ، على الرغم من أن هذا يقلل من الاستقرار الحراري.
بينما يمكن استخدام كربونات الليثيوم أو هيدروكسيد الليثيوم لصنع NMC111 ، فإن هيدروكسيد الليثيوم ضروري لصنع NMC811 ، حيث تساعد درجة حرارة التوليف المنخفضة على التخفيف من التبادل فيموقع الليثيوم/ النيكل ، الذي يعزى إليه تقليل الأداء.

## استخدام أقطاب NMC

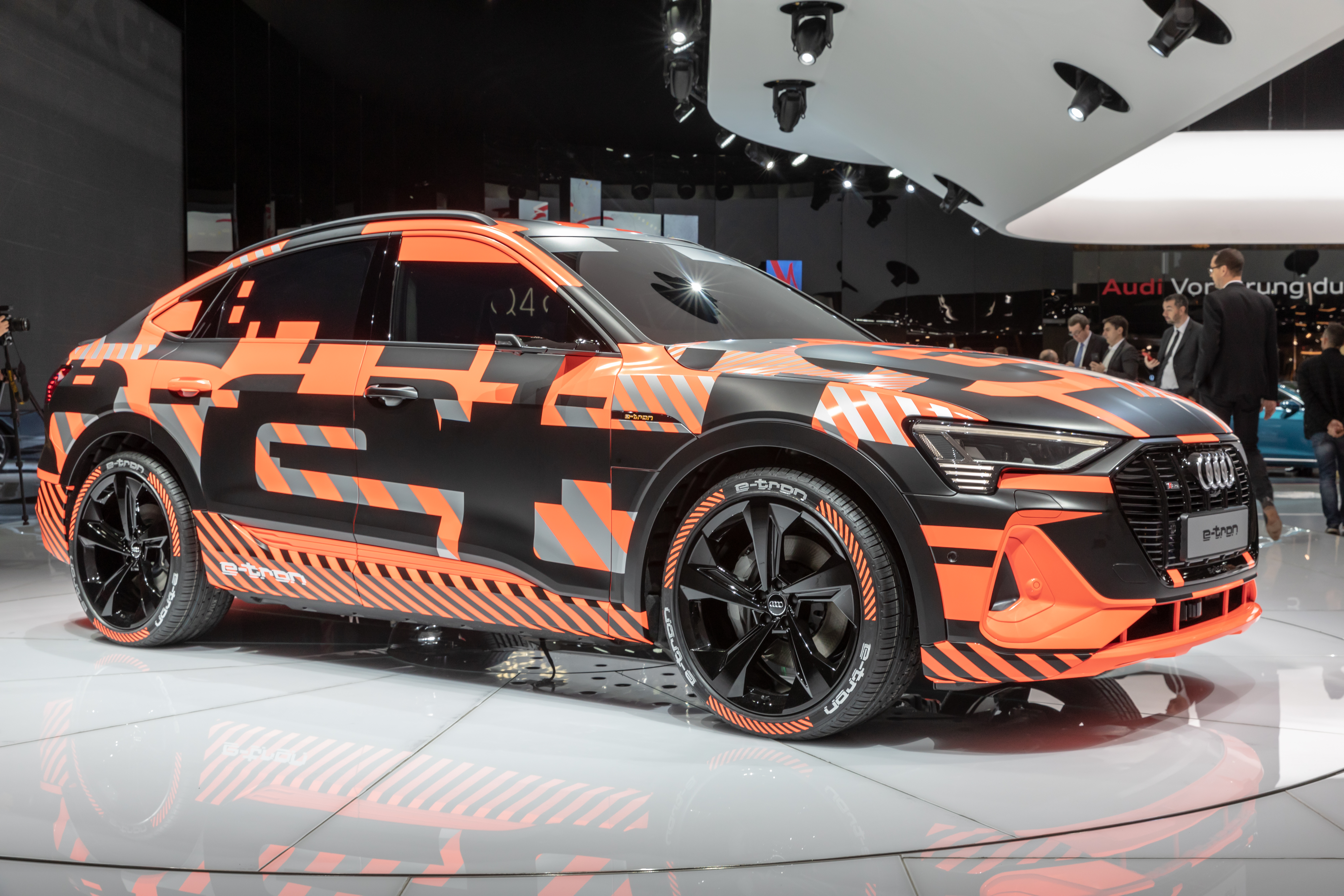
السيارة أودي e-tron Sportback

توجد بطاريات NMC في معظم السيارات الكهربائية . تم تركيب بطاريات NMC في BMW ActiveE في 2011/2011 ، و في عام 2013 في BMW i8 . تشمل السيارات الكهربائية المزودة ببطاريات NMC ، اعتبارًا من عام 2020: Audi e-tron GE و BAIC EU5 R550 و BMW i3 و BYD Yuan EV535 و Chevrolet Bolt و Hyundai Kona Electric و Jaguar I-Pace و Jiangling Motors JMC E200L و NIO ES6 و Nissan Leaf S Plus و Renault ZOE و Roewe Ei5 و VW e-Golf و VW ID.3. لا يوجد سوى عدد قليل من مصنعي السيارات الكهربائية الذين لا يستخدمون NMC في بطاريات تشغيل السيارة التي تعمل بالكهرباء. الاستثناء الأكثر أهمية هو Tesla ، فهي تستخدم بطاريات NCA لسياراتها . في عام 2015 ، أعلن Elon Musk أن التخزين المنزلي لـTesla Powerwall يعتمد على NMC من أجل زيادة عدد دورات الشحن / والتفريغ على مدار عمر الوحدات.
يستخدم NMC أيضًا للإلكترونيات المحمولة مثل الهواتف المحمولة / الهواتف الذكية وأجهزة الكمبيوتر المحمولة في معظم بطاريات pedelec. بالنسبة لهذه التطبيقات ، لا تزال البطاريات التي تحتوي على أكسيد الكوبالت ليثيوم LCO مستخدمة بشكل حصري تقريبًا في عام 2008. تطبيق آخر لبطاريات NMC هو محطات طاقة تخزين البطاريات . في كوريا على سبيل المثال ، تم تركيب نظامين للتخزين لـ NMC لتنظيم تردد التخزين في عام 2016: أحدهما بسعة 16 ميجاوات وطاقة 6 ميجاوات ساعة، والآخر بقدرة 24 ميجاوات و 9 ميجاوات ساعي. في عام 2017/2018 ، تم تركيب وتشغيل بطارية بسعة تزيد عن 30 ميجاوات و 11 ميجاوات ساعة في نيومان في ولاية أستراليا الغربية .

## خصائص أقطاب NMC
يبلغ الجهد الخلوي لبطاريات الليثيوم أيون بـ NMC بين 3.6–3.7 فولت. اكتشف مانثيرام أن حدود قدرة كاثودات الأكسيد ذات الطبقات هذه ناتجة عن عدم الاستقرار الكيميائي الذي يمكن فهمه أنها
معتمدة على مستوى الطاقة 3d في ذرات المعادن بالنسبة إلى الجزء العلوي من نطاق مستوى الطاقة 2p للإكسجين. كان لهذا الاكتشاف آثار كبيرة على التركيبة الممكنة عمليًا لبطاريات الليثيوم أيون ، فضلاً عن استقرارها من وجهة السلامة.

## اقرأ أيضا
- مركم
- بطارية ليثيوم أيون
- بطارية أيونات الصوديوم